# Los Santos (ort i Colombia, Santander, lat 7,17, long -73,09)
Los Santos är en ort i Colombia.   Den ligger i departementet Santander, i den centrala delen av landet, 300 km norr om huvudstaden Bogotá. Los Santos ligger 1 062 meter över havet och antalet invånare är 1 310.
Terrängen runt Los Santos är kuperad åt sydväst, men åt nordost är den bergig. Runt Los Santos är det tätbefolkat, med 709 invånare per kvadratkilometer. Närmaste större samhälle är Bucaramanga, 5,8 km sydväst om Los Santos. I omgivningarna runt Los Santos växer i huvudsak städsegrön lövskog.